# Westphalia (Michigan)
Pour les articles homonymes, voir Westphalia.
Westphalia est un village du comté de Clinton, dans l'État du Michigan, aux États-Unis. En 2020, il comptait une population de 924 habitants.